# چن چین-آن
چن چین-آن (انگلیسی: Chen Chien-an؛ زادهٔ ۱۶ ژوئن ۱۹۹۱) یک بازیکن تنیس روی میز است. 
وی در مسابقات کشوری و بین‌المللی در مجموع برنده ۱ مدال طلا، ۴ مدال برنز شده‌است.